# Função contínua

## História
"... {\displaystyle f(x)} será chamado de função contínua, se ... os valores numéricos da diferença {\displaystyle f(x+\alpha )-f(x)} diminuem arbitrariamente, conforme {\displaystyle \alpha } varie ... "
Cauchy (1821) introduziu o conceito de função contínua, onde pequenas variações em x produzem pequenas variações em {\displaystyle y=f(x)}. Weierstrass  (1874) reformulou a definição de Cauchy, onde a diferença {\displaystyle f(x)-f(x_{0})} será arbitrariamente pequena, se a diferença {\displaystyle x-x_{0}} for suficientemente pequena.

Posteriormente, com um tratamento mais rigoroso da matemática e a consequente evolução do pensamento matemático, as funções contínuas foram abstraídas para outros campos além da análise: álgebra linear, álgebra abstrata, física matemática, etc.

## Definições de continuidade
Em matemática, uma função é contínua quando, intuitivamente, as pequenas variações nos objetos correspondem a pequenas variações nas imagens. Nos pontos onde a função não é contínua, diz-se que a função é descontínua, ou que se trata de um ponto de descontinuidade.

### Espaço topológico
Diz-se que uma função {\displaystyle f:X\rightarrow Y} entre espaços topológicos é contínua se a imagem recíproca de qualquer aberto de {\displaystyle Y} é um aberto de {\displaystyle X}.

#### Exemplos

Esta função é descontínua nos inteiros.

Estes exemplos usam propriedades da imagem recíproca, ou seja, dada uma função {\displaystyle f:X\rightarrow Y} e um conjunto {\displaystyle A\subset Y,} o conjunto {\displaystyle f^{-1}(A)=\{x\in X|f(x)\in A\}.}
- Seja {\displaystyle X} um conjunto com a topologia discreta {\displaystyle \tau _{X}=P(X),} {\displaystyle Y} com qualquer topologia, então qualquer função {\displaystyle f:X\rightarrow Y} é contínua.

Basta ver que, {\displaystyle \forall A\in Y} aberto temos que, {\displaystyle f^{-1}(A)\in P(X),} e portanto é aberto, o que mostra que {\displaystyle f} é uma função contínua.
- Seja {\displaystyle Y} um conjunto com a topologia grosseira {\displaystyle \tau _{Y}=\{\varnothing ,Y\},} {\displaystyle X} com qualquer topologia, então qualquer função {\displaystyle f:X\rightarrow Y} é contínua.

De fato, pois, como os dois únicos abertos de {\displaystyle \tau _{Y}} são {\displaystyle \varnothing } e {\displaystyle Y,} basta verificar se suas imagens inversas são abertos. Mas {\displaystyle f^{-1}(\varnothing )=\varnothing } e {\displaystyle f^{-1}(Y)=X,} e, por definição, {\displaystyle \varnothing } e {\displaystyle X} são abertos em qualquer topologia em {\displaystyle X.}
- Sejam {\displaystyle f:X\rightarrow Y} e {\displaystyle g:Y\rightarrow Z} funções contínuas. Então {\displaystyle g\circ f:X\rightarrow Z} também é uma função contínua.

Fato pois: qualquer que seja {\displaystyle A\subset Z} aberto, pela continuidade de {\displaystyle g,} temos que {\displaystyle g^{-1}(A)} é um aberto em {\displaystyle Y.} Portanto, pela continuidade de {\displaystyle f,} {\displaystyle f^{-1}(g^{-1}(A))} é um aberto em {\displaystyle X.} Mas {\displaystyle f^{-1}(g^{-1}(A))=(g\circ f)^{-1}(A),} o que prova a continuidade de {\displaystyle g\circ f.} em espaço métrico.
Diz-se que uma função {\displaystyle f} é contínua no ponto {\displaystyle x=a} se {\displaystyle a} é um ponto isolado do domínio ou, caso seja ponto de acumulação de {\displaystyle X,} se existir o limite de {\displaystyle f(x)} com {\displaystyle x} tendendo a {\displaystyle a} e esse limite for igual a {\displaystyle f(a).}
OBS.: Não faz sentido calcular limites em pontos que não são de acumulação. Caso insistíssemos teríamos que qualquer valor seria limite de {\displaystyle f(x)} com {\displaystyle x} tendendo a {\displaystyle a}
Em análise real, essa definição é escrita na forma tradicional Epsilon-Delta, ou seja, diz-se que uma função {\displaystyle f} é contínua num ponto {\displaystyle a} do seu domínio se, dado {\displaystyle \epsilon >0,\exists \delta >0} tal que {\displaystyle \forall x\in X,a-\delta <x<a+\delta } então {\displaystyle f(a)-\epsilon <f(x)<f(a)+\epsilon .}
Esta definição, com uma pequena adaptação, pode ser usada para uma função de um espaço métrico {\displaystyle E} em outro espaço métrico {\displaystyle F:} a função {\displaystyle f} é contínua em {\displaystyle a\in E} quando dado {\displaystyle \epsilon >0,\exists \delta >0} tal que {\displaystyle \forall x\in E,d_{E}(x,a)<\delta \rightarrow d_{F}(f(x),f(a))<\epsilon .}
Em termos de bolas, dados dois espaços métricos {\displaystyle M,N} dizemos que a aplicação {\displaystyle f:M\longrightarrow N} é contínua em {\displaystyle a\in M} se, dada uma bola aberta {\displaystyle B'=B(f(a),\epsilon )} de centro {\displaystyle f(a)} e raio {\displaystyle \epsilon } pode-se encontrar uma bola {\displaystyle B=B(a,\delta ),} de centro {\displaystyle a} e raio {\displaystyle \delta } tal que {\displaystyle f(B)\subset B'.} 

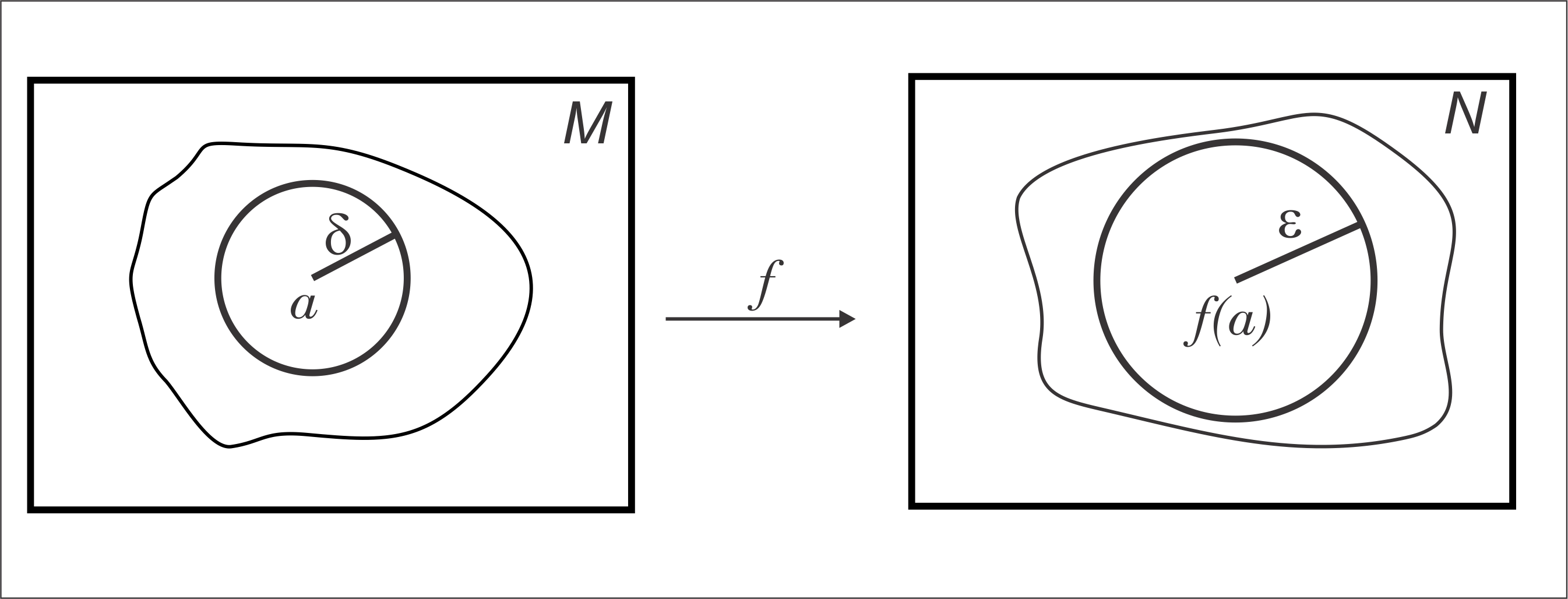

Diz-se que f é contínua em seu domínio, ou simplesmente contínua, se ela for contínua em todos os pontos desse domínio.

#### Exemplo
- Seja {\displaystyle f:X\longrightarrow Y,} {\displaystyle X} e {\displaystyle Y} espaços métricos não vazios. Se {\displaystyle \forall x,y\in X}  tivermos que {\displaystyle d(f(x),f(y))\leq c\cdot d(x,y),} então a aplicação {\displaystyle f} é contínua e a constante {\displaystyle c} é chamada de constante de Lipschitz. Na reta Real toda aplicação Lipschitiziana é uniformemente contínua.

### Equivalência das definições
Se {\displaystyle E} e {\displaystyle F} são espaços métricos, e {\displaystyle \tau _{E}{\mbox{ e }}\tau _{F}} as topologias geradas pelas métricas em {\displaystyle E} e {\displaystyle F,} então uma função {\displaystyle f:E\rightarrow F} é contínua pela definição topológica se, e somente se, ela é contínua pela definição métrica.

### Em termos de limites
Uma função {\displaystyle f(x)} é dita ser contínua em um ponto {\displaystyle a} de seu domínio se:
{\displaystyle \lim _{x\to a}f(x)=f(a)}
Observa-se que esta definição exige que o limite à esquerda exista assim como o limite da direita e que a função esteja definida no ponto com o mesmo valor de limite para o ponto.

## Função sequencialmente contínua
Uma função {\displaystyle f:E\rightarrow F,} em que {\displaystyle E} e {\displaystyle F} são espaços topológicos, é sequencialmente contínua em um ponto {\displaystyle a\in E} quanto ela comuta com o limite de sequências, ou seja, quando para toda sequência {\displaystyle x_{i}\in E} cujo limite (em {\displaystyle E}) seja {\displaystyle a,} temos que o limite (em {\displaystyle F}) de {\displaystyle f(x_{i})} é {\displaystyle f(a).} Uma forma elegante de escrever isso é {\displaystyle \lim _{i\rightarrow \infty }f(x_{i})=f(\lim _{i\rightarrow \infty }x_{i}).}

## Propriedades
- Função Composta: Se {\displaystyle f:E\to F} e {\displaystyle g:F\to G} são funções contínuas, então é imediato (pela definição topológica) que a função composta {\displaystyle g\circ f:E\to G} é contínua.
- Se {\displaystyle f:X\rightarrow Y} é uma bijeção contínua de um espaço topológico compacto {\displaystyle X} em um espaço topológico de Hausdorff {\displaystyle Y,} então {\displaystyle f} é um homeomorfismo.
- O conjunto dos zeros de uma aplicação contínua entre um espaço topológico {\displaystyle X} e a reta real {\displaystyle \mathbb {R} ,} com a topologia usual, é um conjunto fechado. Em particular, o conjunto das matrizes singulares é fechado em {\displaystyle \mathbb {R} ^{n\times n},} pois o determinante define uma aplicação contínua nesse espaço.
- Sejam {\displaystyle X} e {\displaystyle Y} dois espaços topológicos, {\displaystyle U\subset X} e {\displaystyle f:X\rightarrow Y} uma aplicação contínua. Então {\displaystyle f} restrita a {\displaystyle U} ainda é uma aplicação contínua.

## Funções contínuas e suas relações

### Álgebra linear[3]
Considere um conjunto {\displaystyle X\neq \emptyset } e o conjunto definido por todas as funções reais {\displaystyle f,g:X\rightarrow \mathbb {R} }. Temos que, {\displaystyle F(X,\mathbb {R} )} assume a estrutura de espaço vetorial a partir das operações de soma e produto por escalar usuais de funções reais, a saber, {\displaystyle (f+g)(x):=f(x)+g(x)\quad e\quad (\alpha f)(x):=\alpha .f(x),} onde {\displaystyle (f,g)\in F(X,\mathbb {R} )\times F(X,\mathbb {R} )} e {\displaystyle \alpha \in \mathbb {R} }. Seja {\displaystyle X=\mathbb {R} } e defina então o conjunto {\displaystyle C^{\circ }(\mathbb {R} )\subset F(\mathbb {R} ,\mathbb {R} )}das funções contínuas reais. Ora, visto que {\displaystyle 0_{F(\mathbb {R} ,\mathbb {R} )}\in C^{\circ }(\mathbb {R} )}, a soma de funções contínuas é função contínua e que o produto por escalar é função contínua, temos que {\displaystyle C^{\circ }(\mathbb {R} )} é subespaço vetorial de {\displaystyle F(\mathbb {R} ,\mathbb {R} )}.

### Teorema da esfera cabeluda
O conceito de continuidade permite ser também para campos vetoriais, tendo então campos vetoriais contínuos. Com isso, temos uma aplicação belíssima do conceito de continuidade em um teorema chamado de Esfera Cabeluda. Eis sua interpretação, informalmente:
"... muitos dos leitores confrontam-se todas as manhãs com o teorema da bola cabeluda, ao tentarem pentear o seu cabelo e verificando que há um redemoinho persistente no topo das suas cabeças. De um modo simplificado, o teorema afirma que não é possível “pentear-se” uma superfície esférica coberta de “cabelo” sem se formarem “redemoinhos” de algum tipo." 
Isto pelo fato da superfície esférica admite um campo vetorial contínuo. Também, o teorema da esfera cabeluda é uma consequência de um teorema de Poincaré sobre superfícies contínuas.

### Gravação digital[5]
As funções contínuas são muito úteis em gravações digitais, como por exemplo, em mídias de CD e DVD. Suponhamos que você esteja querendo gravar com seu celular uma aula de uma determinada disciplina. Como isso funciona? O(A) professor(a) emite uma onda sonora que é uma função contínua, porém como funções contínuas exigiriam uma capacidade de memória muito grande do seu celular (pois são infinitas), o que ele faz na verdade é gravar pedaços da onda sonora a cada segundo (isto é, com uma alta frequência), discretizando a função contínua. Com isso, seu celular tem informações suficientes para reproduzir o som como se fosse seu(sua) professor(a). 

### Administração e economia[6]
A maioria das funções que modelam os fenômenos econômicos são de natureza discreta e possuem descontinuidades finitas, do tipo função escada. As funções preço e custo são discretas, devido à natureza da mercadoria, ou possuem descontinuidade pois o custo e preço decrescem (crescem) instantaneamente. As funções oferta e demanda também são comumente discretas e apresentam descontinuidades.